# Hélder Postiga
Hélder Postiga, właśc. Hélder Manuel Marques Postiga (wym. [ˈɛɫðɛɾ puʃˈtiɣɐ]; ur. 2 sierpnia 1982 w Vila do Conde) – portugalski piłkarz występujący na pozycji napastnika.

## Sukcesy
- mistrzostwo Portugalii: 2003, 2006, 2007
- Puchar Portugalii: 2003
- Superpuchar Portugalii: 2004
- Puchar UEFA: 2003
- Puchar Interkontynentalny: 2004
- Udział w Euro 2004 (2. miejsce)
- Udział w MŚ 2006 (4. miejsce)

## Odznaczenia
- Oficer Orderu Infanta Henryka – 2004[2]